# Ophiopsila multispina
Ophiopsila multispina är en ormstjärneart som beskrevs av Jean Baptiste François René Koehler 1930. Ophiopsila multispina ingår i släktet Ophiopsila och familjen Ophiocomidae. Inga underarter finns listade i Catalogue of Life.